# Gaultheria
Gaultheria is een geslacht uit de heidefamilie (Ericaceae). De soorten komen voor van Azië tot in Australazië en verder op het Amerikaanse continent.

## Soorten
- Gaultheria abanii (Argent) Kron & P.W.Fritsch
- Gaultheria abbreviata J.J.Sm.
- Gaultheria abscondita (Sleumer) Kron & P.W.Fritsch
- Gaultheria acroleia Sleumer
- Gaultheria acuminata Schltdl. & Cham.
- Gaultheria adenothrix (Miq.) Maxim.
- Gaultheria akaensis S.Panda & Sanjappa
- Gaultheria albiflora (T.Z.Hsu) P.W.Fritsch & Lu Lu
- Gaultheria alnifolia (Dunal) A.C.Sm.
- Gaultheria amboinensis (Becc.) Kron & P.W.Fritsch
- Gaultheria amoena A.C.Sm.
- Gaultheria anastomosans (Mutis ex L.f.) Kunth
- Gaultheria angustifolia Brandegee
- Gaultheria annamensis (Sleumer) Kron & P.W.Fritsch
- Gaultheria antarctica Hook.f.
- Gaultheria antipoda G.Forst.
- Gaultheria aperta (J.J.Sm.) Kron & P.W.Fritsch
- Gaultheria apiculifera (J.J.Sm.) Kron & P.W.Fritsch
- Gaultheria apoensis (Elmer) Kron & P.W.Fritsch
- Gaultheria appressa A.W.Hill
- Gaultheria arfakana Sleumer
- Gaultheria argentii Kron & P.W.Fritsch
- Gaultheria atjehensis J.J.Sm.
- Gaultheria aurea (Sleumer) Kron & P.W.Fritsch
- Gaultheria auyantepuiensis Kron & P.W.Fritsch
- Gaultheria balgooyi (Argent) Kron & P.W.Fritsch
- Gaultheria barbigera (Sleumer) Kron & P.W.Fritsch
- Gaultheria barbulata Sleumer
- Gaultheria bartolomei (Ferreras & Argent) Kron & P.W.Fritsch
- Gaultheria beamanii Kron & P.W.Fritsch
- Gaultheria beccarii Kron & P.W.Fritsch
- Gaultheria benitotanii (Argent) Kron & P.W.Fritsch
- Gaultheria benomensis Kron & P.W.Fritsch
- Gaultheria berberidifolia Sleumer
- Gaultheria borneensis Stapf
- Gaultheria brachyantha (Sleumer) Kron & P.W.Fritsch
- Gaultheria bracteata (Cav.) G.Don
- Gaultheria bradeana Sleumer
- Gaultheria brevistipes (C.Y.Wu & T.Z.Xu) R.C.Fang
- Gaultheria bryoides P.W.Fritsch & L.H.Zhou
- Gaultheria buxifolia Willd.
- Gaultheria caespitosa Poepp. & Endl.
- Gaultheria campii Kron & P.W.Fritsch
- Gaultheria capitata (Sleumer) Kron & P.W.Fritsch
- Gaultheria cardiosepala Hand.-Mazz.
- Gaultheria cardonae (A.C.Sm.) Kron & P.W.Fritsch
- Gaultheria carrii (Sleumer) Kron & P.W.Fritsch
- Gaultheria caryophylloides (J.J.Sm.) Kron & P.W.Fritsch
- Gaultheria caudatifolia (Sleumer) Kron & P.W.Fritsch
- Gaultheria celebensis (J.J.Sm.) Kron & P.W.Fritsch
- Gaultheria celebica J.J.Sm.
- Gaultheria chiriquensis Camp
- Gaultheria chrysothrix (Stapf) Kron & P.W.Fritsch
- Gaultheria ciliisepala Airy Shaw ex P.W.Fritsch & Lu Lu
- Gaultheria ciliolata (Hook.f.) F.Muell.
- Gaultheria cinnabarina (Sleumer) Kron & P.W.Fritsch
- Gaultheria cinnamomifolia (Stapf) Kron & P.W.Fritsch
- Gaultheria clementium (Sleumer) Kron & P.W.Fritsch
- Gaultheria codonantha Airy Shaw
- Gaultheria coi (Argent) Kron & P.W.Fritsch
- Gaultheria colensoi Hook.f.
- Gaultheria commutata (Sleumer) Kron & P.W.Fritsch
- Gaultheria consobrina (Becc.) Kron & P.W.Fritsch
- Gaultheria corvensis (R.R.Silva & Cervi) Romão & Kin.-Gouv.
- Gaultheria crassa Allan
- Gaultheria crassifolia (Airy Shaw) P.W.Fritsch & Lu Lu
- Gaultheria cuneata (Rehder & E.H.Wilson) Bean
- Gaultheria depressa Hook.f.
- Gaultheria dialypetala Sleumer
- Gaultheria discolor Nutt. ex Hook.
- Gaultheria dolichopoda Airy Shaw
- Gaultheria domingensis Urb.
- Gaultheria dumicola W.W.Sm.
- Gaultheria eciliata (Rae & D.G.Long) P.W.Fritsch & L.H.Zhou
- Gaultheria edulis (Schltr.) Kron & P.W.Fritsch
- Gaultheria ensifolia (Merr.) Kron & P.W.Fritsch
- Gaultheria epiphytica (H.R.Fletcher) Kron & P.W.Fritsch
- Gaultheria erecta Vent.
- Gaultheria eriophylla (Pers.) Mart. ex Sleumer
- Gaultheria eymae Kron & P.W.Fritsch
- Gaultheria filipes (Sleumer) Kron & P.W.Fritsch
- Gaultheria fimbriata (Sleumer) Kron & P.W.Fritsch
- Gaultheria floribunda (Camp) ined.
- Gaultheria foliolosa Benth.
- Gaultheria fragrantissima Wall.
- Gaultheria gajoensis Kron & P.W.Fritsch
- Gaultheria gallowayana (Argent) Kron & P.W.Fritsch
- Gaultheria glaucicaulis (Argent) Kron & P.W.Fritsch
- Gaultheria glauciflora (Sleumer) Kron & P.W.Fritsch
- Gaultheria glaucifolia Hemsl.
- Gaultheria glomerata (Cav.) Sleumer
- Gaultheria gonggashanensis P.W.Fritsch & Lu Lu
- Gaultheria gracilescens Sleumer
- Gaultheria gracilipes (J.J.Sm.) Kron & P.W.Fritsch
- Gaultheria gracilis Small
- Gaultheria griffithiana Wight
- Gaultheria haemantha (Sleumer) Kron & P.W.Fritsch
- Gaultheria hapalotricha A.C.Sm.
- Gaultheria hendrianiana (Argent) Kron & P.W.Fritsch
- Gaultheria heteromera R.C.Fang
- Gaultheria heterophylla (Blume) Zoll. & Moritzi
- Gaultheria hirta Ridl.
- Gaultheria hispida R.Br.
- Gaultheria hispidula (L.) Muhl. ex Bigelow
- Gaultheria hookeri C.B.Clarke
- Gaultheria howellii (Sleumer) D.J.Middleton
- Gaultheria humifusa (Graham) Rydb.
- Gaultheria hypochlora Airy Shaw
- Gaultheria insana (Molina) D.J.Middleton
- Gaultheria insignis (R.C.Fang) P.W.Fritsch
- Gaultheria insipida Benth.
- Gaultheria itatiaiae Wawra
- Gaultheria japonica (A.Gray) Sleumer
- Gaultheria jiewhoei (Mustaqim) Kron & P.W.Fritsch
- Gaultheria jingdongensis R.C.Fang
- Gaultheria kalimantanensis (P.Wilkie & Argent) Kron & P.W.Fritsch
- Gaultheria kalmiifolia (Sleumer) Kron & P.W.Fritsch
- Gaultheria kamengiana S.Panda & Sanjappa
- Gaultheria kemiriensis Sleumer
- Gaultheria kemulensis (J.J.Sm.) Kron & P.W.Fritsch
- Gaultheria kinabaluensis (Stapf) Kron & P.W.Fritsch
- Gaultheria kingii (Merr.) Kron & P.W.Fritsch
- Gaultheria kitangladensis (P.W.Fritsch) Kron & P.W.Fritsch
- Gaultheria kjellbergii (J.J.Sm.) Kron & P.W.Fritsch
- Gaultheria kosteri (Sleumer) Kron & P.W.Fritsch
- Gaultheria kostermansii (Sleumer) Kron & P.W.Fritsch
- Gaultheria lamii (J.J.Sm.) Kron & P.W.Fritsch
- Gaultheria lanceolata Hook.f.
- Gaultheria lanigera Hook.
- Gaultheria lavandulifolia (Sleumer) Kron & P.W.Fritsch
- Gaultheria ledermannii (Schltr.) Kron & P.W.Fritsch
- Gaultheria leucocarpa Blume
- Gaultheria lilianae (J.J.Sm.) Kron & P.W.Fritsch
- Gaultheria linifolia (Phil.) Teillier & R.A.Rodr.
- Gaultheria loheri (Merr.) Kron & P.W.Fritsch
- Gaultheria lohitiensis S.Panda & Sanjappa
- Gaultheria longiracemosa Y.C.Yang
- Gaultheria lorentzii (Koord.) Kron & P.W.Fritsch
- Gaultheria losirensis Sleumer
- Gaultheria lotungensis (Argent) Kron & P.W.Fritsch
- Gaultheria luchunensis Yi R.Li, Lu Lu & P.W.Fritsch
- Gaultheria luzonica A.Gray
- Gaultheria lysolepis (Sleumer) Kron & P.W.Fritsch
- Gaultheria macrocalyx Kron & P.W.Fritsch
- Gaultheria macrostigma (Colenso) D.J.Middleton
- Gaultheria major (Airy Shaw) P.W.Fritsch & Lu Lu
- Gaultheria malayana Airy Shaw
- Gaultheria mangshanensis Yi R.Li, Lu Lu & P.W.Fritsch
- Gaultheria mantorii (Argent) Kron & P.W.Fritsch
- Gaultheria marginata (N.E.Br.) D.J.Middleton
- Gaultheria marronina P.W.Fritsch & Lu Lu
- Gaultheria marticorenae Teillier & P.W.Fritsch
- Gaultheria megabracteata (Argent) Kron & P.W.Fritsch
- Gaultheria megalodonta A.C.Sm.
- Gaultheria mekonggaensis (Argent & Widjaja) Kron & P.W.Fritsch
- Gaultheria memecyloides (Stapf) Kron & P.W.Fritsch
- Gaultheria merrillii Kron & P.W.Fritsch
- Gaultheria microsalicifolia (Argent) Kron & P.W.Fritsch
- Gaultheria minuta Merr.
- Gaultheria minutiflora (Sleumer) Kron & P.W.Fritsch
- Gaultheria mogeana (Argent) Kron & P.W.Fritsch
- Gaultheria morobeensis (Sleumer) Kron & P.W.Fritsch
- Gaultheria mucronata (L.f.) Hook. & Arn.
- Gaultheria multiglandulosa (Steyerm. & Maguire) Kron & P.W.Fritsch
- Gaultheria muluensis Kron & P.W.Fritsch
- Gaultheria mundula F.Muell.
- Gaultheria muscicola (Sleumer) Kron & P.W.Fritsch
- Gaultheria myrsinoides Kunth
- Gaultheria myrtilloides Cham. & Schltdl.
- Gaultheria myrtillus (Stapf) Kron & P.W.Fritsch
- Gaultheria natmataungensis P.W.Fritsch
- Gaultheria ngii (Argent) Kron & P.W.Fritsch
- Gaultheria nivea (J.Anthony) Airy Shaw
- Gaultheria notabilis J.Anthony
- Gaultheria novaguineensis J.J.Sm.
- Gaultheria nubicola D.J.Middleton
- Gaultheria nubigena (Phil.) B.L.Burtt & Sleum.
- Gaultheria nummularioides D.Don
- Gaultheria obovata (Airy Shaw) P.W.Fritsch & Lu Lu
- Gaultheria oppositifolia Hook.f.
- Gaultheria oreogena A.C.Sm.
- Gaultheria orophila (Sleumer) Kron & P.W.Fritsch
- Gaultheria othmanii (Argent) Kron & P.W.Fritsch
- Gaultheria ovatifolia A.Gray
- Gaultheria paniculata B.L.Burtt & A.W.Hill
- Gaultheria papuana (Mustaqim, Utteridge & Heatubun) Kron & P.W.Fritsch
- Gaultheria paramicola A.Rojas
- Gaultheria parvula D.J.Middleton
- Gaultheria paucinervia P.W.Fritsch & C.M.Bush
- Gaultheria paulsmithii (Argent) Kron & P.W.Fritsch
- Gaultheria pendens (Sleumer) Kron & P.W.Fritsch
- Gaultheria penduliflora (Stapf) Kron & P.W.Fritsch
- Gaultheria pernettyoides Sleumer
- Gaultheria phillyreifolia (Pers.) Sleumer
- Gaultheria piceifolia (Sleumer) Kron & P.W.Fritsch
- Gaultheria pilosa (Blume) Zoll. & Moritzi
- Gaultheria pingbienensis (C.Y.Wu) Yi R.Li, Lu Lu & P.W.Fritsch
- Gaultheria pinifolia (Stapf) Kron & P.W.Fritsch
- Gaultheria pittosporifolia (J.J.Sm.) Kron & P.W.Fritsch
- Gaultheria platyphylla (P.W.Fritsch) Kron & P.W.Fritsch
- Gaultheria poeppigii DC.
- Gaultheria praticola C.Y.Wu
- Gaultheria procumbens L.
- Gaultheria prostrata W.W.Sm.
- Gaultheria pseudonotabilis H.Li ex R.C.Fang
- Gaultheria pseudorufescens (Sleumer) Kron & P.W.Fritsch
- Gaultheria pubivertex (Sleumer) Kron & P.W.Fritsch
- Gaultheria pullei J.J.Sm.
- Gaultheria pumila (L.f.) D.J.Middleton
- Gaultheria punctulata (Stapf) Kron & P.W.Fritsch
- Gaultheria puradyatmikae (Mustaqim, Utteridge & Heatubun) Kron & P.W.Fritsch
- Gaultheria purpurascens Kunth
- Gaultheria purpurea R.C.Fang
- Gaultheria pyrolifolia Hook.f. ex C.B.Clarke
- Gaultheria pyroloides Hook.f. & Thomson ex Miq.
- Gaultheria racemulosa (DC.) D.J.Middleton
- Gaultheria renjifoana Phil.
- Gaultheria reticulata Kunth
- Gaultheria retusa (Sleumer) Kron & P.W.Fritsch
- Gaultheria rhombica (Argent) Kron & P.W.Fritsch
- Gaultheria rigida Kunth
- Gaultheria rigidifolia (P.W.Fritsch & C.M.Bush) Kron & P.W.Fritsch
- Gaultheria rosea (Sleumer) Kron & P.W.Fritsch
- Gaultheria rosmarinifolia (Sleumer) Kron & P.W.Fritsch
- Gaultheria rubella (Sleumer) Kron & P.W.Fritsch
- Gaultheria rubidiflora (J.J.Sm.) Kron & P.W.Fritsch
- Gaultheria rufa (Stapf) Kron & P.W.Fritsch
- Gaultheria rupestris (L.f.) G.Don
- Gaultheria rupicola (Sleumer) Kron & P.W.Fritsch
- Gaultheria sagittanthera (J.J.Sm.) Kron & P.W.Fritsch
- Gaultheria sanguinolenta (Sleumer) Kron & P.W.Fritsch
- Gaultheria santanderensis A.C.Sm.
- Gaultheria saurauioides (J.J.Sm.) Kron & P.W.Fritsch
- Gaultheria scabrida (Becc.) Kron & P.W.Fritsch
- Gaultheria schramii (Sleumer) Kron & P.W.Fritsch
- Gaultheria schultesii Camp
- Gaultheria schultzei (Schltr.) Kron & P.W.Fritsch
- Gaultheria sclerophylla Cuatrec.
- Gaultheria semi-infer (C.B.Clarke) Airy Shaw
- Gaultheria sepikensis Kron & P.W.Fritsch
- Gaultheria serrata (Vell.) Kin.-Gouv. ex Luteyn
- Gaultheria seshagiriana Subba Rao & Kumari
- Gaultheria setiloba (Sleumer) Kron & P.W.Fritsch
- Gaultheria setulosa N.E.Br.
- Gaultheria shallon Pursh
- Gaultheria sinensis J.Anthony
- Gaultheria sleumeri Smitinand & P.H.Hô
- Gaultheria sleumeriana Kin.-Gouv.
- Gaultheria smithii Kron & P.W.Fritsch
- Gaultheria solitaria Sleumer
- Gaultheria soror (Becc.) Kron & P.W.Fritsch
- Gaultheria speciosa (A.C.Sm.) Kron & P.W.Fritsch
- Gaultheria sphenophylla (Sleumer) Kron & P.W.Fritsch
- Gaultheria stapfiana Airy Shaw
- Gaultheria steenisii Kron & P.W.Fritsch
- Gaultheria stellaris (Sleumer) Kron & P.W.Fritsch
- Gaultheria stenophylla P.W.Fritsch & Lu Lu
- Gaultheria stereophylla A.C.Sm.
- Gaultheria steyermarkii Luteyn
- Gaultheria straminea R.C.Fang
- Gaultheria strigosa Benth.
- Gaultheria subcorymbosa Colenso
- Gaultheria subglobularis (Sleumer) Kron & P.W.Fritsch
- Gaultheria suborbicularis W.W.Sm.
- Gaultheria sulawesiensis Kron & P.W.Fritsch
- Gaultheria sulcinervia Kron & P.W.Fritsch
- Gaultheria sumatrensis (Merr.) Kron & P.W.Fritsch
- Gaultheria supyanii (Argent) Kron & P.W.Fritsch
- Gaultheria taiwaniana S.S.Ying
- Gaultheria tasmanica (Hook.f.) D.J.Middleton
- Gaultheria tenuifolia (Phil.) Sleumer
- Gaultheria tetracme (Airy Shaw) P.W.Fritsch & Lu Lu
- Gaultheria tetramera W.W.Sm.
- Gaultheria thymifolia Stapf ex Airy Shaw
- Gaultheria tomentosa Kunth
- Gaultheria triangulanthera (J.J.Sm.) Kron & P.W.Fritsch
- Gaultheria trichophylla Royle
- Gaultheria trigonoclada R.C.Fang
- Gaultheria trinervia (Elmer) Kron & P.W.Fritsch
- Gaultheria ulei Sleumer
- Gaultheria undata (J.J.Sm.) Kron & P.W.Fritsch
- Gaultheria urceolata (Stapf) Kron & P.W.Fritsch
- Gaultheria urdanetensis (Elmer) Kron & P.W.Fritsch
- Gaultheria vaccinioides Griseb. ex Wedd.
- Gaultheria vareschii (Steyerm.) Kron & P.W.Fritsch
- Gaultheria varians (Sleumer) Kron & P.W.Fritsch
- Gaultheria viridicarpa J.B.Williams
- Gaultheria viridiflora Sleumer
- Gaultheria wardii C.Marquand & Airy Shaw
- Gaultheria wuliangshanensis Yi R.Li, Lu Lu & P.W.Fritsch

## Hybriden
- Gaultheria × biluoensis P.W.Fritsch & Lu Lu
- Gaultheria × fagifolia Hook.f.
- Gaultheria × intermedia J.J.Sm.
- Gaultheria × jordanensis Brade & Sleum.
- Gaultheria × serrulata Herzog

... · 
Acrothamnus · 
Acrotriche · 
Agapetes · 
Agarista · 
Andersonia · 
Andromeda · 
Arbutus · 
Arctostaphylos · 
Calluna · 
Cassiope · 
Chimaphila · 
Daboecia · 
Dracophyllum · 
Empetrum · 
Enkianthus · 
Erica (Dophei) · 
Kalmia · 
Leptecophylla · 
Moneses · 
Monotropa · 
Orthilia · 
(Oxycoccus (Veenbes)) · 
Pieris · 
Pyrola (Wintergroen) · 
Rhododendron (Rododendron) · 
Vaccinium (Bosbes) . 
Woollsia . 
...